# ایو ونسان
ایو ونسان (فرانسوی: Yves Vincent‎; ۵ اوت ۱۹۲۱ – ۶ ژانویهٔ ۲۰۱۶) بازیگر اهل فرانسه بود.
از فیلم‌ها یا برنامه‌های تلویزیونی که وی در آن نقش داشته‌است می‌توان به نوبت توست که بمیری، ازدواج ژاندارم، دسته ژاندارم‌ها، موریل یا هنگام بازگشت، و جشن غیرمنتظره اشاره کرد.